# ラーメンマン
- キン肉マン > キン肉マンの登場人物 > ラーメンマン
- キン肉マンII世 > キン肉マンII世の登場人物 > ラーメンマン

ラーメンマンは、ゆでたまごの漫画『キン肉マン』およびその続編『キン肉マンII世』に登場する架空の人物。
同作に多数登場する、人間をはるかに超える戦闘能力を持つ「超人」のひとり。
スピンオフ作品である『闘将!!拉麵男』の主人公については当該項目を参照。

## 主な特徴
中国を代表する超人で、多彩な中国拳法を駆使して闘う。面長な顔に、頭頂で結った辮髪と細長いどじょう髭、額の「中」マークが外見上の特徴。作品初期〜中期は骨張った痩せ形の体型で頬骨の張った顔をしていた。
初登場は第20回超人オリンピック編「最後の8人めの巻」。対戦相手を惨殺するなど残虐超人の筆頭に数えられていたが、主人公のキン肉マンをはじめ数々の戦いを経るうち正義超人として活躍するようになる。残虐超人時代もリングを降りれば紳士で、また自らの肉体を駆使した残虐ファイトを身上とし凶器攻撃は好まない。性格は人格者であるように描写されることが多いが、アニメ初登場時は中国人風口調を使いコミカルに描かれていた。実力はロビンマスクから「天才」と評され、キン肉マンゼブラも「悪魔のような強さ」と戦慄する。
その人気は主人公のキン肉マンを凌ぐほどであり、読者からのみならず、作中の他のキャラクターや観客までがラーメンマンの雄姿に涙を流した。1980年に発表された最初の人気投票では人気超人・悪役超人の両部門で3位を、1983年発表の第2回では1位を獲得している。1984年の第3回ではラーメンマンと、もうひとつの姿であるモンゴルマンが同時に、それぞれ4位と7位にランク入りした。作者は当時単なる一悪役で終わらせるつもりであったが、超人オリンピック編の3位決定戦で一気に人気が出、読者に育てられる形で成長していったキャラクターであると語っている。この人気に応えるようにして、ラーメンマンを主人公とするスピンオフ作品『闘将!!拉麵男』も執筆された。これに登場する美来斗利偉・拉麵男（ビクトリー・ラーメンマン）は別の世界観 における超人であり、『キン肉マン』に登場するラーメンマンとは別人とされているが、「キン肉星王位争奪編」以降は『闘将!!拉麵男』における拉麵男の設定が、一部取り入れられている。
嶋田隆司によると、モデルはブルース・リー。

## 『キン肉マン』でのラーメンマン

### 残虐超人時代
ブロッケンマンやカレクックと共に「世界三大残虐超人」と評され、残虐超人の総帥と呼ばれていた。第20回超人オリンピックでは中国代表として出場。1回戦ではドイツ代表のブロッケンマンと対戦し、序盤は苦戦するが一気に逆襲、必殺技キャメルクラッチでブロッケンマンの身体を上下に引き裂いて勝利。上半身を掲げ高笑いするパフォーマンスを見せた。続く準決勝ではキン肉マンと氷上デスマッチで対戦。キン肉マンを終始圧倒するものの、ロープに振られ跳ね返ったキン肉マンの、氷を滑る高速の体当たりを受けて逆転負けを喫する。
負けはしたものの、全力を尽くし戦えたことにラーメンマンはキン肉マンとの戦いに深い充足感を得ていた。しかし当のキン肉マンは決勝進出に浮かれて馬鹿騒ぎをして、その充足感を汚す始末。これに憤ったラーメンマンは3位決定戦の相手の、負傷で戦える状態にないテリーマンに対し一方的な攻撃という形でぶつける。反則負けを宣告された後、降りしきる雨の中で血の涙を流しながら「キン肉マンとの戦いを誇りたい」と訴えた。それに応えるようにキン肉マンは意を決して決勝戦に赴き、キン肉マンが「ラッキーボーイ」から「超人レスラー」として成長するきっかけとなっている。決勝戦ではゲスト解説者もつとめ、キン肉マンがピンチに陥ったときに発揮する奇跡的なパワーである「火事場のクソ力」の存在に初めて言及している。
アメリカ遠征編ではしばらく出番がなかったが、全米超人タッグの優勝を決める一戦にレフェリーとして登場し、デビル・マジシャンの隠し持った凶器を見抜いて捨てさせる名ジャッジを行っている。
後にブロッケンマンの息子・ブロッケンJr. に出会い、父の仇として敵視されることになる。ラッカ星での宇宙野武士退治では呉越同舟で共闘するが、第21回超人オリンピック ザ・ビッグファイトでは2回戦で直接対決する。復讐に燃えるブロッケンJr.の攻撃を全て受けきった上で勝利、「オヤジのことは忘れろ。そうすれば強くなる」とアドバイスし、罪滅ぼしのために、ブロッケンJr.の成長を見守ることにした。器の大きさに触れたブロッケンJr.は彼に心酔するようになり、以後は師弟のような関係を築き、ウォーズマン戦ではセコンドに付き、ラーメンマンが植物状態になった時も介護している。嶋田隆司は「ブロッケン親子との両試合で深みが増し、ランクひとつ上がりましたね」と述べている。
しかし続く準決勝、金網に囲まれたリングでの棺桶デスマッチでウォーズマンとの対戦では、有数の実力者と見られていたラーメンマンの攻撃はことごとく通用しなかった。敗北を覚悟したラーメンマンは決勝戦を戦うキン肉マンのために、自ら対ウォーズマン研究のための捨て石となり技を出させることに専念する。その結果、必殺技・スクリュードライバーで左側頭部をえぐられ敗北、植物状態となってしまう。そのような状態になってもなお心の声でキン肉マンに呼びかけを続けた。キン肉マンはウォーズマン戦で窮地に陥り勝負を諦めかけるが、ラーメンマンの心の声による激励を感じ取ったことで、ギブアップ直前から再び闘志を燃やし、ウォーズマンに逆転勝利する。
ウォーズマン戦の敗北はラーメンマンにとって強烈なトラウマを残しており、後にモンゴルマンとなってから金網に恐怖する場面や、『キン肉マンII世』においてはウォーズマンに近付くと傷口がうずきパニックを起こす場面が見られる。金網に関しては王位争奪編の頃には克服し、バイクマンを騙すことに成功した。

### モンゴルマン
モンゴルマンは、蒙古出身を称する超人。シルエットはラーメンマンに似ているが、顔には隈取りが施されており両の揉み上げを長く伸ばしている。体格もラーメンマンより筋肉が付いている。その正体はマスクで変装したラーメンマンで、一回り大きい体格は肉襦袢によるものである。原作では白目であるがアニメでは薄紫、その上に緑の模様が追加、また原作ではラーメンマンと同じく朱色のズボンを着用しているが、アニメでは黄緑色に変更されている。正体を隠すため、ラーメンマンとしての得意技であるキャメルクラッチをあえて封印している。弁髪は武器として利用するようになった。
ウォーズマン戦で植物状態となったラーメンマンは治療のため、中国へ帰郷する。どの医者もラーメンマンを回復させることはできなかったが、最後の望みをかけ末期患者の行き着く地として知られる「終点山」へ向かう。そこに自生する「霊命木」の発するガスを吸うことで、徐々に身体の自由を取り戻すことができた。終点山での永住を決意したその日、キン肉マンらが7人の悪魔超人たちに苦戦しているニュースを知る。身体が完治した今こそキン肉マンたちを助けに行こうと決意したが、そこに現れた超人医師のドクター・ボンベによれば、霊命木のガスがなければ再び植物状態になってしまうという。絶望するラーメンマンであったが、ボンベは霊命木を加工して作ったモンゴルマンマスクを与える。以後、ラーメンマンはモンゴルマンとして、正義超人たちの前にたびたび姿を現すこととなる。
モンゴルマンとしての初登場は「7人の悪魔超人編」で、苦戦するアイドル超人たちを影から助ける役目を負った。ブロッケンJr.からは救世主（メシア）と呼ばれた。ブロッケンJr.対ミスター・カーメン戦では、ミイラパッケージに捕らえられ絶体絶命のブロッケンを助けてカーメンをレッグ・ラリアートで仕留めた。また、キン肉マン対アトランティス戦では「霊界ポケット」なる道具でアトランティスの「悪魔霊術血縛り」を破っている。その後、キン肉マンを強制的に休ませるべく彼を襲撃したため、誤解を受ける場面もあったが、バッファローマン・スプリングマンとの対戦にてキン肉マンとのコンビ「ザ・ミラクルズ」として共闘し、その中で和解している。スプリングマン打倒後、去り際に正体であるラーメンマンの姿を明かしている（アニメでは、正体披露は省略されている）。
「黄金のマスク編」では、キン肉マン対悪魔将軍戦にてレフェリーを務める。キン肉マンはかつての味方として自分に有利なジャッジを期待するが、それに反してモンゴルマンのジャッジは厳しくも公平なものだった。ここでも凶器を排除し、使用を禁じている。
「夢の超人タッグ編」では、キン肉マンの誘いを蹴ってバッファローマンとのタッグチーム「2000万パワーズ」を結成。バッファローマンの超人強度1000万パワーに加え、モンゴルマンの持つ1000万の技を合わせて2000万パワーとするものである。バッファローマンに対し指示を出す場面も見られ、チームの頭脳の役割を果たした。ここでは「闘」の字をあしらった肩当てを身に着けているが、これは同時期連載されていた『闘将!!拉麵男』で拉麵男が着けていたものと同様であり、同作からのフィードバックである。バッファローマンもこれに合わせて「猛」の肩当てを着けている。なお、キン肉マンからの誘いの手紙が届けられた場面は、『週刊少年ジャンプ』連載時はモンゴルマンマスクを被らずに鍛錬し、手紙を読む際にモンゴルマンマスクを被っていたが、単行本では当初からモンゴルマンの状態で登場し、マスクを被るコマは大量の手紙の前にたたずむコマに修正されている。
トーナメント1回戦ではモースト・デンジャラス・コンビ（ブロッケンJr.、ウルフマン）との対戦に乱入してきた完璧超人のスクリュー・キッドとケンダマンと戦うことになり、ツープラトン技のロングホーン・トレインで打倒した。準決勝では、第1試合のマッスル・ブラザースVSはぐれ悪魔超人コンビとの戦いの最中、ブロッケンに「霊界ポケット」を再び提供するが、悪霊化した悪魔超人たちに破壊されてしまう。
準決勝第2試合で、完璧超人の首領であるヘル・ミッショネルズ（ネプチューンマン、ビッグ・ザ・武道）と対戦。リングのロープが鉄条網に置き換えられたデスマッチとなり、ロープの代わりに金網の反動を利用した技を繰り出したが、金網に叩きつけられると、ウォーズマン戦（金網デスマッチ）のトラウマがよみがえり、金網に恐怖を感じて取り乱してしまう。しかし、先にヘル・ミッショネルズに敗れたウォーズマンの、その奪われたマスクからベアークローが飛び出し、モンゴルマンの危機を救ったのをきっかけに金網恐怖症を克服した。キン肉マンたちとの友情に関しても、ネプチューンマンの挑発に乗せられ、声援するキン肉マンたちを信じず、正義超人から友情が失われた際に流れるアイアン・スエットに体を覆われてしまった際、トロフィーよりも友情を選んだマッスルブラザースの誠意に心打たれて、友情を回復。アイアン・スエットを取り去る。マッスル・ブラザーズとは、良きライバルとして、決勝で雌雄を決することを誓うが、ミッショネルズの電磁力パワーによる技でバッファローマンを倒され、戦闘不能になったバッファローマンの体を背負ってのロングホーン・トレインも、体が磁気を帯びきっていたために破られて勝算を失う。敗北を悟ったモンゴルマンはマッスル・ブラザーズのため、かつてのウォーズマン戦と同様に、捨て石になることを決意。自らクロス・ボンバーを受けるが、割って入ったキン肉マンのフォローにより覆面は剥がされながらも致命傷は避けられた。
ラーメンマンの素顔を晒したモンゴルマンは植物超人に戻ってしまったため、覆面なしでは喋れずにいた。ミッショネルズから奪い返した覆面をキン肉マンの手で被せられたことで喋れるようになったラーメンマンは、モンゴルマンになった経緯をキン肉マンたちに語った後、自らミッショネルズに覆面を狩られて倒れ、その姿はキン肉マンのタンクトップで隠された。試合後、入院したラーメンマンはドクター・ボンベの治療で容態が安定。ジェロニモは、ドクター・ボンベの腕に感心するが、ボンベは「キン肉マンのフォローがラーメンマンの命を救った」と評した。
モンゴルマンの登場は、『闘将!!拉麵男』と関係している。作者は7人の悪魔超人編の後半で助っ人としてラーメンマンを登場させることを想定していたが、当時は『フレッシュジャンプ』で『闘将!!拉麵男』が並行して連載されており、同じキャラクターがふたつの異なる世界観の作品に登場することを、個人的な方針として避けていた。そこで苦肉の策として、モンゴルマンという覆面超人を考えついたという。またモンゴルマンの超人募集の葉書を見た時、「カブキのブームが来そうな気がしていた時に、このハガキがあった! 顔の隈取にピンと来ました!」とコメントしている。また別のインタビューでは、キン肉マンとミート、拉麵男とシューマイの組み合わせが、お調子者としっかり者という点で正反対になっており、描いていて混乱しないために『キン肉マン』ではラーメンマンをあまり登場させなかった、ともしている。またラーメンマンと違い、口がなく喜怒哀楽を見せづらい点を逆に利用して、差別化を図っていると語るが、当初は口を開くコマも見られた。なお、ラーメンマンとして1位にランクインした第2回人気投票、1位を逸するもラーメンマン・モンゴルマンの双方とも10位以内に入った第3回人気投票は、いずれもこの間のことである。嶋田は「黄金のマスク編、夢の超人タッグ編と『キン肉マン』の作品人気を支えてくれたので、僕自身も救世主としての彼に助けてもらった気がしていて思い入れが深い」と語っている。
学研の図鑑『キン肉マン「超人」』では、ラーメンマンとしては「食べ物のなかま」の中の「名物・好物を名乗った超人」に分類されているが、モンゴルマンとしては自然現象類超人の中の「雨・雲をあやつる超人」「地震をあやつる超人」にも分類されている。

### キン肉星王位争奪編
キン肉星王位争奪サバイバル・マッチ準決勝で、キン肉マンゼブラ率いる技巧チームと戦うキン肉マンチームに助力して途中参戦する。当初は技巧チームのバイクマンになりすまして潜入していたが、本物のバイクマンが会場に現れたことで正体を現す。モンゴルマンマスクなしでも活動可能になったが、頭部の傷は残っており、戦闘時には傷を隠すためにモンゴルマンマスクを改良したヘッドギアを装着するようになった。本シリーズでは龍をあしらった派手なコスチュームを身に着けており、これは読者応募企画により決定したものである。このコスチュームは後に『闘将!!拉麵男』でも「昇竜胴着」として使用された。一方で「百戦百勝脚」「烈火太陽脚」など『闘将!!拉麵男』の拉麵男の技を使用し、相互に設定の取り入れがなされている。アニメではタッグ・トーナメント後は姿を暗まし、江ノ島で焼き蛤を販売しているという噂が流れていたことや、各地の自然災害から人々を助け、その助けられた人々がラーメンマンの応援に来るエピソードも描かれた。
ラーメンマンとしての復帰戦で技巧チーム次鋒・モーターマンをキャメルクラッチに捕らえ、大会最短の37秒で決着を付けると、続く中堅・バイクマンもサンダードーム・デスマッチという不利な条件で苦戦しつつも新技・九龍城落地（ガウロンセンドロップ）で撃破した。
決勝戦はキン肉マンスーパー・フェニックス率いる知性チームとの対戦になる。残虐チームとの準決勝でブロッケンJr.を死に追いやった知性チームのプリズマンに対し復讐を誓い、プリズマン戦一本に絞った特訓を行う。その際に、彼の父ブロッケンマンを惨殺した償いとして、息子のブロッケンJr.を一人前になるまで見届ける決心であったことを明かしている。ジャングルジム状のリングにおける対戦ではプリズマンのレインボー・シャワーでカピラリア毒素に蝕まれるが、鉄棒のトライアングルが織り成すピラミッド・パワーにより回復し逆転。だがフェニックスが仕掛けた罠によって、ジャングルジムから釘板が敷き詰められた地面に落下してしまう。しかしジャングルジムの鉄パイプをコスチュームに仕込んでいたことにより串刺しにはなっておらず、とどめを挿すため上空から落下してきたプリズマンをロビンマスクの合図によって九龍城落地に捉え、逆に釘板に叩き付けプリズマンを粉砕。仇討ちを達するが、力尽き引き分けとなる。その後、入院中だったがネプチューン・メッセージを聞き大阪城に再び駆けつけて、ゼブラの姿に変身してフェニックスシズ子に襲い掛かった技巧の神をフライング・レッグ・ラリアートで倒した。
本シリーズにおけるラーメンマンの復帰は、1985年12月に前田日明がUWFから古巣である新日本プロレスに復帰したことにならい、ラーメンマンが『闘将!!拉麵男』から『キン肉マン』に復帰したという形になっている。

### 完璧超人始祖編
キン肉マンが第58代キン肉星大王に即位し、平和を取り戻した地球を見届けキン肉星に帰還した後、ラーメンマンらアイドル超人は長年の戦いによる傷を癒すため、メディカル・サスペンションによる肉体治療を受ける。地球では、正義超人・悪魔超人・完璧超人の三属性超人不可侵条約の締結式が行われ、テリーマンが正義超人代表として条約に署名する。その数日後、宇宙超人タッグ・トーナメントで撃退した完璧超人の本隊である真・完璧超人軍率いる完璧・無量大数軍が条約の撤回のために地球に襲来。
ラーメンマンはメディカル・サスペンションによる肉体治療から開放された後、ロビンマスク、ブロッケンJr.、ウォーズマンらアイドル超人たちと合流して共に試合会場に現れ、第2戦（セカンドステージ）である鳥取砂丘・サッカラ階段ピラミッドリング対抗戦から参戦。第一ステップにてマーベラスと対決。相手も自分も死ぬような戦い方をする彼に対し、ラーメンマンは「相手も自分も生かす」戦い方で勝利する。マーベラスとはお互いに時期こそ違えど「超人拳法」の伝承者であることが判明。さらに免許皆伝時の様子やその修行時代が回想シーンで描かれた。その後、京都・銀閣寺（シルバーキャッスル）で完璧超人始祖・カラスマンと対戦するザ・ニンジャの応援にかけつけた。
国立競技場に現れた許されざる世界樹のサイフォンリング2階で、ネメシスと対戦する。かつて世界最強の残虐超人と呼ばれていた頃、つまらぬこの世に飽き飽きしてさらなる刺激を求めるために聖なる完璧の山（モン＝サン＝パルフェ）に渡ろうとし、下界での最後の思い出に第20回超人オリンピックに出場して余裕で優勝を手にしてから渡ろうと考えていたが、準決勝でキン肉マンに敗れ、それからはキン肉マンの近くにとどまり研究していく内に自分がキン肉族伝統の正義の魂に負けたことに気付き、正義超人の世界に踏みとどまったことを語った。必殺技の応酬の後、ネメシスに〈完肉〉バトルシップ・シンクをかけられるが、ラーメンマンの中の救世主（メシア）に助けを求めるキン肉マンの叫びに反応して一時的にモンゴルマンに変身し、技から脱出する。ラーメンマンに戻り放った九龍城落地を無意識の友情パワーを発揮したネメシスに破られるものの、ネメシスの正義の魂を呼び起こしたのだと満足する。善戦及ばず最後はネメシスのマッスル・スパークを受けて敗れ瀕死の重傷になるが、ネメシスの放ったマッスル・スパークはキン肉マンの技とは似て非なる技だったため自身が死なずにすんだことをキン肉マンに伝えると、気を失い病院に運ばれた。
嶋田は「絶対にモンゴルマンを出したい」と熱望しており、このシーンを描いてもらったと語っている。また、ネメシス対ラーメンマンは前からやりたかったグラップラー対ストライカーが実現できた試合でもあったという。

### オメガ・ケンタウリの六鎗客編
先の戦いの負傷から回復して、キン肉星のマッスルガム宮殿での叙勲式にテリーマンたちと共に出席していたが、大魔王サタンの張った結界によって閉じ込められる。しかし、関ヶ原の浮遊立方体リングでジャスティスマンが実体化した大魔王サタンを粉々に砕いて勝利したことで、結界は解除された。

### 新シリーズ
調和の神を始めとする超神たちが地上に襲来し、ウォーズマンと組んでザ・マンの告げる超神たちの行き先のひとつであるソ連（現トルクメニスタン）ダルヴァザの地獄の門に到着し、そこでマンモスマンと超神コーカサスマンの試合を観戦する。コーカサスマンに圧倒されるマンモスマンに、ウォーズマンや観客たちと共に声援を送り、マンモスマンがコーカサスマンに勝利するのを見届けた。バベルの塔での超神たちとの闘いが一段落した後、超人墓場（聖なる完璧の山）を目前にしながら、入らずに立ち去っている。
人気投票企画「キン肉マン超人総選挙2013」では10位、「キン肉マン超人総選挙2015」では12位、「キン肉マン超人総選挙2017」では12位、「キン肉マン超人総選挙2019」では14位、「キン肉マン超人総選挙2021」では第15位にランクインしている。

### アニメオリジナル
アニメ初期のブロッケンマン戦では主に『少林寺』のリー・リンチェイ、『ヤングマスター 師弟出馬』のジャッキー・チェンのアクションが参考にされ、『燃えよドラゴン』のブルース・リーのものも1アクションだけ取り入れられている。キャメルクラッチは原作とは違い、実際の使い手であるザ・シーク風のものになっている。
テレビスペシャル「決戦!7人の正義超人vs宇宙野武士」では、腕試しとしてビーンズマンが放った蜂の大群を軽くあしらい実力を認められ、宇宙野武士と戦う7人の正義超人の1人としてラッカ星へ向かう。宇宙野武士のブラック・カンフーとの試合では柔道、空手、カンフーなどあらゆる東洋の武道で秘術を尽くし合うが、手数で押し切られ敗れる。宇宙野武士壊滅後は「勝ったのはラッカ星の一般大衆だ」と語り、自らも一般大衆になりきることを選び、ラッカ星に残る。
以下は時系列上、「夢の超人タッグ編」と「キン肉星王位争奪編」の間となる。
「ザ・サイコー超人の挑戦編」ではタッグ編の傷を癒すために、温泉療養をしている姿が描かれていた。
「地獄の極悪超人編」では、キン肉マンらと共に真の正義超人の証明である正義の剣を受け取るべく、正義超人発祥の地といわれるキンモク星へ行く。しかし、その場に現れた裏超人界の超人・極悪超人と正義の剣を巡って闘うことになる。
ラーメンマンは極悪超人の用意した黒いロングホーンをつけられ、極悪超人と化したバッファローマンと第3戦を闘う。善戦するもののバッファローマンのロングホーンにより串刺しにされ、極悪超人に人質にされてしまう。その後バッファローマンに蹴り飛ばされ、キン肉マンにロングホーンの弱点を伝えつつ姿を消すが、最後は財宝を守る怪獣に救出され無事に生還する。

### 主要対戦成績
- シングルマッチ
  - ○ブロッケンマン（キャメルクラッチ）
  - ×キン肉マン（アイスバーンアタック）
  - ×テリーマン（凶器攻撃による反則負け）
  - ○ブロッケンJr.（ロメロスペシャル ※アニメでは秘技・万里の長城）
  - ×ウォーズマン（スクリュー・ドライバー）
  - ×ブラック・カンフー（4本の腕のカンフー攻撃）[注 9]
  - ○スプリングマン（レッグ・ラリアート、モンゴルマンとして）[注 10]
  - ×バッファローマン（四川大昇竜を仕掛けるも力尽きる）[注 9]
  - ○モーターマン（キャメルクラッチ）
  - ○バイクマン（九龍城落地）
  - ×パルテノン（キン肉マンの乱入による失格）[注 11]
  - △プリズマン（両者ノックアウト）
  - ○マーベラス（九龍城落地）
  - ×ネメシス（マッスル・スパーク）
- 非公式戦
  - ×キン肉マン（キン肉ドライバー ※スパーリング）
- タッグマッチ（2000万パワーズ、モンゴルマンとして）
  - ○モースト・デンジャラス・コンビ（ブロッケンJr. / ウルフマン、フォール）[注 12]
  - ○乱入コンビ（スクリュー・キッド / ケンダマン、ロングホーン・トレイン）
  - ×ヘル・ミッショネルズ（ネプチューンマン / ビッグ・ザ・武道、クロス・ボンバー）
- 団体戦
  - ○技巧チーム（4勝1敗）
  - ○知性チーム（2勝1敗1引き分け）

## 『キン肉マンII世』でのラーメンマン
『キン肉マンII世』第1話より登場。突如現れた新世代悪行超人に最初に挑むが敗れ、その後は地球を離れキン肉星にある洞穴に潜み、悪行超人打倒の希望としてキン肉マンの息子・キン肉万太郎に勉強と格闘技を密かに教えていた。この頃のラーメンマンは弁髪を結わず髪も髭も伸びるに任せており、一見してラーメンマンと判断の付かない外見であった。後に伝説超人（レジェンド）のひとりとして正義超人養成校「ヘラクレス・ファクトリー」の教官となる。老いてなおその実力は健在で、卒業試験に臨む生徒サムゥを簡単にあしらっている。また、教え子たちにお手製の四川担担麺を振る舞うという厳しいだけではない面倒見の良い所も見せている。超人オリンピック ザ・レザレクションの決勝前にはバッファローマンと2000万パワーズを再結成してエキシビションマッチに参加し、バッファローマンから「まだ現役でも通用する」と評価された。エキシビションマッチ後は、決勝のキン肉万太郎対ケビンマスク戦において、バッファローマンやペンタゴンらとともに立会人を務める。ケビンマスクのセコンド・クロエに近付くたび、傷口がうずき恐怖に怯える様子を見せ、クロエの正体を示唆している。
第1回キャラクター人気投票では第15位、第2回キャラクター人気投票では第16位にランク入りしている。

### 究極の超人タッグ編
時間超人たちによって歴史が改変された世界では、宇宙超人タッグ・トーナメントでヘル・ミッショネルズが敗れたことによりモンゴルマンマスクを取り戻し、再びモンゴルマンとして登場する。そして、バッファローマンと2000万パワーズを再結成し闘う。
トーナメント2回戦において、マッスルブラザーズ・ヌーボーと対決。闘いの中、キン肉マングレートから正体を現したカオスの実力を計るため、モンゴルマンも真の実力を出すべくマスクを外し、ラーメンマンとして闘った。激戦の末マッスルブラザーズ・ヌーボーに敗れたラーメンマンは、カオスをかつてドクター・ボンベから聞かされた「間隙の救世主」と確信し、自分の遺志を継ぐように伝えると、その直後にキン肉マン、テリーマン、ロビンマスクによって作られた正義大三角（ジャスティストライアングル）に飛び込んでこの世から姿を消した。しかし闘いの中、彼はカオスの体内に自分の髪飾りを仕込み、時に悩む彼を導く。カオスが自分の身を犠牲にし、ネプチューンマンを救った後は復活したケビンマスクの身体に同化し、ザ・坊ちゃんズとして戦う彼を導く。最終回にてケビンは、ラーメンマンも復活させるためにトロフィー球根の破片を、弁髪に投げ込んでいる。
20世紀のラーメンマンの消滅により、21世紀のヘラクレス・ファクトリーの教師としてのラーメンマンの存在がなくなり、万太郎たちの弱体化が危惧されたが、ラーメンマンが秘伝の書「美来斗利偉・武芸伝」を残していたことが判明し、万太郎たちは弱体化を免れる。
モンゴルマンマスクを外す際、ラーメンマンは「美来斗利偉・拉麵男」を名乗った。「超人一〇二芸 免許皆伝」とされるなど、『闘将!!拉麵男』の設定をより多く取り入れている。
宇宙超人タッグ・トーナメント終了後、蹴りの放ちすぎにより腰を痛めていたと明かされた。

### 主要対戦成績
- シングルマッチ
  - ○サムゥ（逆羽根折り固め）
- タッグマッチ（2000万パワーズ、ラーメンマンとして）
  - -ザ・マシンガンズ（キン肉マン / テリーマン、ノーコンテスト）[注 14]
- タッグマッチ（2000万パワーズ、モンゴルマンとして）
  - ×マッスルブラザーズ・ヌーボー（キン肉万太郎 / キン肉マングレートIII→カオス・アヴェニール、マッスル・エボルシオン）

## 『キン肉マンII世 オール超人大進撃』でのラーメンマン
第13話「好きなおでんは味のしみた玉子!?」より登場。本編同様「ヘラクレス・ファクトリー」の教官だが、万太郎との関係については特に触れられていない。
超人一等祭の正義超人側の特別審判員として招待される。開会式では悪行超人側のサンシャインと握手したが、彼が手を強く握ったため、逆に強く握り返し、遂には彼の頬を引っ張るなど小競り合いをする姿が見られた。
第1回キャラクター人気投票では第13位にランク入りした。

## 劇場版でのラーメンマン
劇場版の時間軸はいずれも7人の悪魔超人編以降となるが、本編と異なりラーメンマンの状態で登場する。パンフレットでは「ウォーズマンのベアークローで廃人になったが、奇跡的に復活した」と記載されている。
第1作『キン肉マン』では、宇宙地下プロレス連盟のオクトバスドラゴン3世に奪われた、二階堂マリとキン肉マンのチャンピオンベルト奪還のため、キン肉マンたち正義超人と共にメトロ星へ行く。メトロ星への地図を用意し道案内として活躍。道中、森林地帯に現れたウコン率いる忍者超人をブロッケンJr.と共に食い止める。オクトバスドラゴン撃破後、暴走するギラザウルスの右目を攻撃する。
第2作『大暴れ!正義超人』では長年の夢である国連の武術大使に選ばれる。突如現れたブラックエンペラーの部下・ブラックメンルイの軍団に襲われるも、これを撃破。またこの直前、飛行機に爆弾が爆弾がセットされたことに気づき、人々を避難させていた。その後、富士の裾野で苦戦するキン肉マンと合流し、ブラックメンルイを撃破する。
第3作『正義超人vs古代超人』では、国連の武術大使として世界各地を回っていたなか、ムー帝国を探索していた。その時、突如現れた古代超人のコブラサタンの軍団と闘い、これを撃破する。古代超人の本拠地であるサタンタワーでの闘いでは、4番目に入場し、コブラサタンを撃破する。
第4作『逆襲!宇宙かくれ超人』では、他の正義超人と一緒にハイドラキングにさらわれたロビンマスク救出に立ち上がり、共にハイドラ星へ向かう。ハイドラキングがラーメンマンの弱点だと勘違いして仕掛けたラーメンの罠にかかるが、好物だったために気力を回復。ハイドラキングにより蘇生されたニューブラックホールを撃破し、正義超人による合体技・超人サザンクロスでハイドラキングを撃破する。
第5作『晴れ姿!正義超人』では万里の長城でラーメン食べ歩きの旅の途中、朱天童子の部下である朱天軍団が襲来し、キン肉マンを助けるために他の正義超人たちと共に江戸時代へタイムスリップ。道中、バッファローマンと2000万パワーズを再結成し、ザ・ニオーッの軍団と戦う。
第6作『ニューヨーク危機一髪!』では復活した悪魔将軍に吸収されるが、キン肉マンが悪魔将軍に勝利したことにより救出される。
第7作『正義超人vs戦士超人』では戦士超人にミートを人質にとられ、他の正義超人と共に仲間に頼りきりのキン肉マンに活を入れるために、ラーメンマン大辛ラーメンの宣伝のために協力できないと芝居を打ち、キン肉マンの頼みを断る。その後、キン肉マンが窮地に陥った際に駆けつけ、7重の塔5階にて戦士超人・ニオーマンと戦う。

## 番外編・読切作品でのラーメンマン
「ロビン・メモの巻」ではハイドラ・ブートンに攫われたロビンマスクとロビンメモ奪回のために、他の正義超人たちとウィーク・ポイント星に行く。弱点である左のこめかみを狙われるが、ロビンマスクの協力により合体技・超人サザンクロスでブートンを撃破する。
「マッスル・リターンズ」では、第1回超人究極チャンピオンシップに出場。1回戦でスペシャルマンを破るが、2回戦でバッファローマンに敗れている。正義超人が次々とBUKIボーイに敗れる中、負傷を押して戦おうとするロビンマスクを止め、キン肉マンを呼び戻すことを提案していた。大会中に右腕を負傷したらしく、三角巾で吊っていた。
29周年特別読切「キン肉マンの結婚式!!」では、キン肉マンとのガチンコスパーリングにて3番手を務める。超人オリンピックでのキン肉マンとの試合ではめたオープンフィンガーグローブを付けて戦い、キン肉マンをキャメルクラッチに捕らえるが、技を外され、キン肉ドライバーでKOされる。成長したキン肉マンに対し、満足げな表情を浮かべていた。

## 得意技

### シングル技
キャメルクラッチ
うつ伏せ状態になった相手の背中に乗り、首から顎を掴んで相手を海老反り状にする技。実際のプロレス技でもあるが、ラーメンマンの場合は相手を真っ二つに裂くまでその手を止めない。立ったまま相手を痛めつけるスタンディングキャメルクラッチも存在する。モンゴルマン時代は正体を隠すため、この技を自ら封じていた。
「ラクダがため」とも呼ばれる。『究極の超人タッグ編』では「美来斗利偉・解腹折り（ビクトリー・かいふくおり）」の別名が与えられた。29周年特別読切「キン肉マンの結婚式!!」では「中国四千年ラーメンマン体術最高峰」と評された。
レッグ・ラリアート
ロープにふって跳ね返ってきた相手の顎めがけ、ジャンプしながら放つ強烈な回し蹴り。モンゴルマン時代に多用し、この技を4000年も前から使っているとコメントしていた。アニメでは、後ろ回し蹴りを相手の顎に叩きこむようになっている。
違いは不明だが、フライング・レッグ・ラリアートも存在する。
空手殺法 “死の舞い”（からてさっぽう しのまい）
相手に無数の手刀を叩き込む。29周年特別読切「キン肉マンの結婚式!!」では「功夫（クンフー）殺法“死の舞い”」と呼ばれた。
ロメロ・スペシャル（吊り天井固め）
ラーメンマンの得意技。うつ伏せになった相手の両足に自分の両足を絡め、両手で相手の両手をつかんで後方に倒れ込み、相手の体を吊り上げる。ラーメンマンはこの技を「本当の殺人技」と称している。
飛翔龍尾脚（ひしょうりゅうびきゃく）
相手を飛び越えた後、後頭部に両足蹴りを喰らわせる。
烈火太陽脚（れっかたいようきゃく）
地上にいる相手への跳び蹴り。
回転龍尾脚（かいてんりゅうびきゃく）
前方宙返りしつつ跳び蹴りを喰らわせる。
百戦百勝脚（ひゃくせんひゃくしょうきゃく）
空中にいる敵に追い打ちをかける技。
心突錐揉脚（しんとつきりもみきゃく）
ドリルのように錐揉み回転して繰り出すドロップキック。
九龍城落地（ガウロンセンドロップ）
相手を肩車のように担ぎ上げ、空中で上下逆さになった状態で、体重をかけて落下しマットに激突させる技。王位争奪編以降における切り札であり、バイクマンやプリズマンをKOしている。
暴獣口蓋捻り（ぼうじゅうこうがいひねり）
相手の口内につま先を入れ、抉る。ブロッケンマン戦（当時は名称不明）およびマーベラス戦で使用。
猛虎拳嵐（もうこけんらん）
上記の後に、相手の上体に、水平チョップを連続で打ち込む。ブロッケンマン戦（当時は名称不明）およびマーベラス戦で使用。
双龍逆旋回（そうりゅうぎゃくせんかい）
マーベラスの双龍同体飛燕を破る際に使用。技に捕らわれた状態で逆回転を加えて、相手を吹き飛ばす返し技。
血管切り（けっかんぎり）
中国に伝わる秘術。相手の太腿に指を突き刺して血管を切る。この技でブロッケンJr.のキャメルクラッチから脱出している。技名などはアニメのものだが、原作でも同様の攻撃を行っている。
上海延髄蹴り（シャンハイえんずいぎり）
延髄蹴り。アニメのみの技で、ブロッケンJr.戦とウォーズマン戦で使用。
北京ダック締め（ペキンダックじめ）
ヘッドロック。アニメのみの技で、ブロッケンJr.戦とウォーズマン戦で使用。
揚子江落とし（ようすこうおとし）
いわゆるシュミット式バックブリーカー。アニメのみの技で、ブロッケンJr.戦とウォーズマン戦で使用。
秘技・万里の長城（ひぎ・ばんりのちょうじょう）
コーナーポストに上り、相手にドロップキックを決めつつ反対側のロープに相手をからみつける技。アニメのみの使用であり、この技でブロッケンJr.をKOしている。
青龍刀チョップ（せいりゅうとうチョップ）
相手の喉元に鋭い手刀を放つ。アニメのみの技で、ウォーズマン戦で使用。
青島ナマズの逆落とし（チンタオナマズのさかおとし）
相手をフライングヘッドシザースにとらえ、そのまま投げ飛ばす。アニメのみの技で、ウォーズマン戦で使用。
上海城壁崩し（シャンハイじょうへきくずし）
ジャンプして相手の両肩に手刀を落とす技。アニメのみの使用。極悪超人と化したバッファローマン戦で使用。
万里の長城転がし（ばんりのちょうじょうころがし）
落下してくる相手を両足で捉え、そのまま足の力で相手を大回転させる技。そのまま下記の「北京大春巻き」へと派生させる。アニメのみの使用。極悪超人と化したバッファローマン戦で使用。
北京大春巻き（ペキンだいはるまき）
上記の「万里の長城転がし」からの派生技。回転させた相手を足の力で空中に放り、相手を両手で捉えてで錐揉み回転させながらマットに投げ叩きつける。アニメのみの使用。極悪超人と化したバッファローマン戦で使用。
黄河滝登り（こうがたきのぼり）
両手、両足を組んだ状態で滝を登る技。アニメのみの使用。極悪超人と化したバッファローマン戦で使用。
広州大水車（こうしゅうだいすいしゃ）
相手の両足を両手で、頭部を両足でとらえながら回転しながら滝壺に飛び込み、最後はマットに相手をたたきつける。アニメのみの使用。極悪超人と化したバッファローマン戦で使用。
四川大昇竜（しせんだいしょうりゅう）
黄河滝登りと広州大水車を合わせた技。アニメのみの使用。極悪超人と化したバッファローマン戦で使用。
ヘアーネット
モンゴルマンとして使用。弁髪を網状に広げる。
闘龍極意ネコジャラシ（とうりゅうごくいネコジャラシ）
モンゴルマンとして使用。髪の毛を相手に絡ませ動きを封じる技。スプリングマンのデビル・トムボーイに捕まり身体を絞め上げられた際は、ネコジャラシの原理を応用した反発作用で脱出に成功した。
地獄のシャワー（じごくのシャワー）
モンゴルマンとして使用。体から流れる汗を蒸発させ、塩水の雨を降らせる。スプリングマン戦で使用。
モンゴル・ボンバー
モンゴルマンとして使用。錐揉み回転して繰り出すドロップキック。作中では対戦相手への攻撃ではなく、バッファローマンのハリケーン・ミキサーを強化するために使用。
顔面割り（がんめんわり）
モンゴルマンとして使用。相手の顔面に向けて放つドロップキック。
一伐・乱舞髪（いちばつ・らんぶはつ）
弁髪の先を鋭く尖らせ相手に突き刺す技。
モンゴルの赤い砂塵（モンゴルのあかいさじん）
アニメオリジナル技。弁髪を回転させることにより、砂塵を呼び寄せる技。作中ではスプリングマンに使用し、砂鉄で身動きを取れなくした。
秘伝・骨崩し（ひでん・ほねくずし）
劇場版第7作『キン肉マン 正義超人vs戦士超人』にて使用。自分の身を犠牲にして、全身の骨を崩し、蛇のようになった肉体で相手を締め上げる。
胡蝶の舞（こちょうのまい）
モンゴルマンのテーマソング『アジアの狼』にて、得意技として言及されている技。中国拳法をベースにした技で、蝶のようにひらひら舞いながら、いつの間にか相手を倒したりする技、と解説されている。
逆羽根折り固め
『キン肉マンII世』におけるサムゥ戦で使用。リバース・チキンウィングの大勢から前転してブリッジを利かせ、両肩を絞めあげる技。実在のプロレスでもウィング・ブリーカーホールド（長州力）、キャトルミューティレーション（ポイズン澤田、ダニエル・ブライアン）などの名称で使用されている。
ピラミッドパワー
ジャングル・ビッグ・ジムの三角形型ゴンドラを使った回復技。ゴンドラの鉄パイプのいくつかを破壊して、完全な三角形にした後、その中に入り、ピラミッドパワーで体内の毒素を浄化する。プリズマンのレインボー・シャワーに侵された際に使用。
逆光レインボー・シャワー
ピラミッドパワーで浄化したレインボー・シャワーを自身の手で放つ。プリズマンにダメージを与えた。

### タッグ技
友情のクロスライン
キン肉マンがモンゴルマンの腕を取り、共にラリアートを放つ。
パワーアップ・ハリケーン・ミキサー
上述のモンゴル・ボンバーでバッファローマンの背中にキックし、パワーを加えることにより、強化されたハリケーン・ミキサーを繰り出させる。
ロングホーン・トレイン
バッファローマンを背中合わせに担ぎ上げて突進し、ロングホーンで相手を串刺しにする。当初は両腕・両脚を負傷したバッファローマンのロングホーンを生かすために繰り出した技だが、その後も必殺技としている。
『究極の超人タッグ編』では、受けた相手がきらめく血飛沫を上げ倒れることから「きらめきの流血列車」の異名が付き、マッスル・ドッキングやクロス・ボンバーと並ぶ至高のツープラトン技と称される。
20ミリオンアバランチクラッシュ
コーナーポスト上で相手が垂直になるようにうつ伏せの状態で担ぎ上げ、バッファローマンがその上から逆さ状態で相手の体を捕らえ、そのまま側転しながら2人掛かりで地面にたたきつける。
猛闘クラッシュ
バッファローマンが相手を上空に放り投げ、逆さまになった相手の両腕を掴んだ状態で、上からはモンゴルマンの背面ドロップによる股裂き、下からはバッファローマンのロングホーンを両肩に食い込ませる二段攻撃。
猛闘・日月脚
バッファローマンの蹴りを両腕で高く上げさせることにより強化された蹴り。

## プロフィール
- ラーメンマン
  - 種別 - 正義超人 / 残虐超人
  - 出身地 -  中国・河南省[49]
  - 身長体重 - 209 cm 130 kg[50] / 208 cm 130 kg[49]
  - 血液型 - O型[51]
  - スリーサイズ - B110 W95 H101[51]
  - 誕生日 - 8月25日[52][注 15]
  - 年齢 - 28歳[53]
  - 超人強度 - 97万パワー[54]
  - 好物 - カップラーメン、ラーメン[49]、排骨麵[55]、担担麺[56]、ワカメラーメン[57]
  - 趣味 - 盆栽、料理[45]
  - 愛読書 - 孫子[55]
  - 座右の銘 - 温故知新[55]
  - 弱点 - 左側頭部[58]
- モンゴルマン
  - 種別 - 正義超人 / 残虐超人
  - 出身地 - 蒙古[59] /  モンゴル[60]（当初は不明とされていた[61]）
  - 身長体重 - 209 cm 130 kg[60]
  - 年齢 - 不明[62]
  - 超人強度 - 97万パワー（公式設定[59]）、100万パワー（作中[63]）

### 異名
- ラーメンマン
  - 東洋の悪魔[64]
  - 残虐超人の総帥[3]
  - 秒の殺し屋[29]
  - 燃える大平原[60]
  - 闘将[65]
  - 中国武術の達人[66]
  - 中国のかくし兵器[67]
  - 燃える万里の長城[68]
  - クンフー殺法[69]
  - カンフーファイター[70]
  - 中国四千年の伝道師[71]
  - 無数の技を操るテクニシャン[72]
  - 男は黙って残酷ラーメン[73]
  - 残虐カンフー[74]
  - 超人拳法伝承者[74]
  - 千の技を持つ男[74]
  - 誇り高き超人拳法[74]
  - 龍を背負いしカンフーファイター[74]
  - 超人拳法“生かす拳”の求道者[74]
  - 戦場を駆け巡る正魂[74]
  - ラーメン戦法の達人[74]
  - 正義の魂に触れた者[74]
  - 血に飢えた紅の龍[74]
- モンゴルマン
  - 蒙古の救世主[75]
  - 超人界の救世主（メシア）[73]
  - 救世主[74]
  - 闘龍 〜メシアと呼ばれた男〜[74]
  - どこまでも頼もしいヤツ[74]
  - 蒼茫たる隈取り救世主[74]

### 主な肩書き
- 国連武術大使[76]

### 個人タイトル歴
- 中国超人武術選手権[77]
- 中国超人武術大会30回連続優勝[78]
- 香港超人空手トーナメント優勝 ('74)[79]
- 河北省超人八極拳 天下壮士 ('77 '78)[80]
- 超人蟷螂拳選手権 覇王 ('79)[80]
- 第20回超人オリンピック第4位
- 第21回超人オリンピックベスト4（3位決定戦の記録なし。『II世』では第3位[81]とされ、他の資料では第4位[82]とも）
- 超人一〇二芸 免許皆伝[80]

## 声優
最初のテレビアニメ版『キン肉マン』では、7話のラーメンマン登場時より担当していた蟹江栄司が1985年10月に急逝。120・125話に僅かに台詞があった後、のちに銀河万丈が引き継いだ。
蟹江栄司
- テレビアニメ『キン肉マン』7 - 110話
- 劇場版アニメ第1作『キン肉マン 奪われたチャンピオンベルト』 - 第4作『キン肉マン 逆襲!宇宙かくれ超人』

銀河万丈
- テレビアニメ『キン肉マン』130 - 136話
- 劇場版アニメ第5作『キン肉マン 晴れ姿!正義超人』 - 第7作『キン肉マン 正義超人vs戦士超人』

幹本雄之
- テレビアニメ『キン肉マン・キン肉星王位争奪編』

小野健一
- テレビアニメ『キン肉マンII世』
- テレビアニメ『キン肉マンII世 ULTIMATE MUSCLE』
- テレビアニメ『キン肉マンII世 ULTIMATE MUSCLE2』
- テレビゲーム

関智一
- テレビアニメ『キン肉マン 完璧超人始祖編』

## テーマソング
『カンフーファイター』
歌 - こおろぎ'73 / セリフ - 蟹江栄司（ラーメンマン） / 作詞 - 吉田健美 / 作曲 - 風戸慎介 / 編曲 - 田中公平
『アジアの狼』
歌 - さいとうようじ / セリフ - 蟹江栄司（モンゴルマン） / 作詞 - 森雪之丞 / 作曲 - 小林克己 / 編曲 - 松井忠直

## コンピュータゲーム
『キン肉マン』の最初のゲーム化作品である『キン肉マン マッスルタッグマッチ』では、8人のプレイヤーキャラクターの内の1人としてラーメンマンが登場している。キック力に優れるキャラクターとしてデザインされている。必殺技は「空手殺法」で、相手めがけて飛びかかりつつキックを見舞う。
『キン肉マン キン肉星王位争奪戦』では7人のプレイヤーキャラクターの内の1人としても登場。原作と異なりマリポーサ戦（ステージ1）からのメンバーとして登場している。必殺技は「九龍城落地」。
『マッスルタッグマッチ』のリメイク作品に当たる『キン肉マンII世 ドリームタッグマッチ』にも登場。「空手殺法」がレベル2技「百戦百勝脚」に受け継がれ、レベル1技「キャメルクラッチ」、レベル3技「九龍城落打」が追加されている。
『キン肉マンII世 新世代超人VS伝説超人』など『キン肉マンII世』以後のゲームでは、タッグチームを組むキャラクターによっては特定のチーム名が付けられる。以下にそれを示す。
- 2000万パワーズ - バッファローマン
- カップラーメンズ - キン肉万太郎
- ジ・オールドファッションド - ロビンマスク（またはバラクーダ）
- ザンギャク・コーポレーション - ウォーズマン（またはクロエ）
- ザ・テガタナーズ - ブロッケンJr.
- グラジェーターズ - テリー・ザ・キッド
- 超人マットの魔術師コンビ - セイウチン
- 情熱大陸コンビ - ガゼルマン
- 中・独求道者コンビ - ジェイド

2000万パワーズを除いてはゲーム独自の名称である。
『キン肉マンII世 新世代超人VS伝説超人』のストーリーモードでは、自分の実力を疑うテリー・ザ・キッド、ガゼルマンら新世代正義超人に修行をつける。
『キン肉マン マッスルグランプリ』では、ラーメンマンの2Pカラー（同じキャラクター同士で対戦するための「色違い」キャラクター）としてモンゴルマンが登場する。『マッスルグランプリ2』ではラーメンマンのアニメカラーと、モンゴルマンの別バージョンである救世主（メシア）が追加されている。

## エピソード
- ラーメンマンはゆでたまご・嶋田隆司が一番気に入っているキャラクターであり、その理由を「子供でも落書きしやすいから」と語っている[84]。作画担当の中井義則は「顔は非常にシンプルで、オーバーな表情もめったにしませんが、その中で感情を出していく。描けば描くほどそこに難しさと“味”を感じます」とのこと[15]。
- 総合格闘家のミノワマンは大の『キン肉マン』ファンとして知られている。試合前に大自然（山や川など）を舞台にしてトレーニングを行っているが、その際彼は、ラーメンマンが終点山へ行き回復して帰ってくる場面などを想像してトレーニングに励むという[85]。
- 原作では生い立ちは明らかにされなかったが、アニメでは幼少期よくいじめられ、味噌っかすにされたため「ミソラーメン」と呼ばれていたと設定された[86]。ただしこれはキン肉マンがラーメンマンの師匠が自分だとを目立たせるための虚言だったが、ラーメンマンのテーマの「カンフーファイター」でもこの過去はラーメンマンによって語られている。悪魔超人編では、ラーメン屋でラーメンを注文した際に店員が間違えて味噌ラーメンを出し、怒って帰った場面も存在した[87]。ラーメンマンはこの子供時代が自分の精神力を鍛えてくれたと語っている[70]。
- ゆでたまごの別作品『ライオンハート』の登場人物マー・ライオンは、額のマークがライオンの顔（ライオンハートの証）になっている以外は、ラーメンマンとデザインがほぼ同一である。ゆでたまごは「ラーメンマンの造形が個性があって使いやすいから、この作品にも登場させた」と述べている[88]。
- 2010年オフに北海道日本ハムファイターズから横浜DeNAベイスターズへ移籍した森本稀哲が、入団会見を横浜中華街の媽祖廟で行った際にラーメンマンのコスプレで登場した。
- 居島一平は、「今にして思えば往年の人気漫画『キン肉マン』で、名物キャラクターの「ラーメンマン」が、額に〝中〟の一字を刻んで中国代表というのは、おかしな設定だったと言わざるを得ない。なにしろ彼の頭は弁髪で、それは三百年に及ぶ清朝を築いた満州人、女真族の風俗なのだから」と述べている[89]。